# Atayolu, Diyadin
Atayolu là một xã thuộc huyện Diyadin, tỉnh Ağrı, Thổ Nhĩ Kỳ. Dân số thời điểm năm 2011 là 611 người.